# Thanh Tuyền (phường)
Thanh Tuyền là một phường thuộc thành phố Phủ Lý, tỉnh Hà Nam, Việt Nam.

## Địa lý
Phường Thanh Tuyền có vị trí địa lý:
- Phía đông, tây, nam giáp huyện Thanh Liêm
- Phía bắc giáp phường Châu Sơn và phường Thanh Châu.

Phường Thanh Tuyền có diện tích 4,58 km², dân số năm 2013 là 7.478 người, mật độ dân số đạt 1.632 người/km².

## Lịch sử
Năm 2013, xã Thanh Tuyền được chuyển từ huyện Thanh Liêm về thành phố Phủ Lý, đồng thời chuyển thành phường.
Sau khi điều chuyển 8,46 ha (gồm diện tích trụ sở Huyện ủy, Hội đồng nhân dân, Ủy ban nhân dân huyện Thanh Liêm và trụ sở một số cơ quan trực thuộc huyện) về xã Thanh Hà, huyện Thanh Liêm, phường Thanh Tuyền có diện tích 4,5831 km², dân số là 7.478 người, mật độ dân số đạt 1.632 người/km².